# Bithoracochaeta nigricoxa
Bithoracochaeta nigricoxa is een vliegensoort uit de familie van de echte vliegen (Muscidae). De wetenschappelijke naam van de soort zijn voor het eerst geldig gepubliceerd in 2005 door Couri.